# Runddyssen von Truelstrup
Die Runddyssen von Truelstrup 1 und 2 liegen südwestlich von Truelstrup und südlich von Viby auf Lichtungen im Klosterskov (Wald) auf der Insel Seeland in Dänemark. Die Megalithanlagen aus der Jungsteinzeit wurde von den Leuten der Trichterbecherkultur (TBK) zwischen 3500 und 2800 v. Chr. errichtet.

## Beschreibung

### Runddysse 1
Der Erdhügel des Runddysse 1 liegt etwa 25 m westlich vom Ørningevej. Der Hügel ist über 1,0 m hoch und hat etwa 10,0 m Durchmesser. Die polygonale Kammer liegt etwa mittig und besteht aus vier Tragsteinen, einem Schwellenstein dem etwa 1,5 m hohen Deckstein und drei Steinen des Ost-West orientierten Ganges. Die etwa 20 Randsteine des Rundhügels sind relativ groß. 

### Runddysse 2
400 m südlich liegt der Runddysse 2 von Truelstrup in einem ähnlichen Hügel wie Nr. 1 mit einem Dolmen. Er besteht aus zwei großen und einem kleinen Tragstein sowie einem Schwellenstein im Westen. Der Deckstein fehlt. Um den Hügel sind Randsteine erhalten.